# Salomón Lerner
Salomón Lerner Ghitis (né le 4 février 1946 à Lima, Pérou), est un homme d'État péruvien, président du Conseil des ministres dans la première partie du mandat d'Ollanta Humala, du 28 juillet 2011 au 11 décembre 2011. 